# Basilica di Paray-le-Monial
La basilica du Sacré-Coeur è un edificio religioso di Paray-le-Monial in Borgogna: considerato uno dei più rappresentativi dell'architettura romanica francese, fu costruito a partire dal XII secolo sul modello della scomparsa Abbazia di Cluny, in scala ridotta.

## Storia
Esistente fin dall'XI secolo come monastero, fu ricostruita in forme monumentali a partire dalla metà del XII secolo. I lavori procedettero molto lentamente per concludersi nel XIV secolo in epoca gotica.
Fu posta, come priorato, sotto l'autorità di Cluny e fu uno dei luoghi di pellegrinaggio più frequentati della Francia
L'edificio fu rimaneggiato per alcune parti nel XIX secolo.

## Descrizione

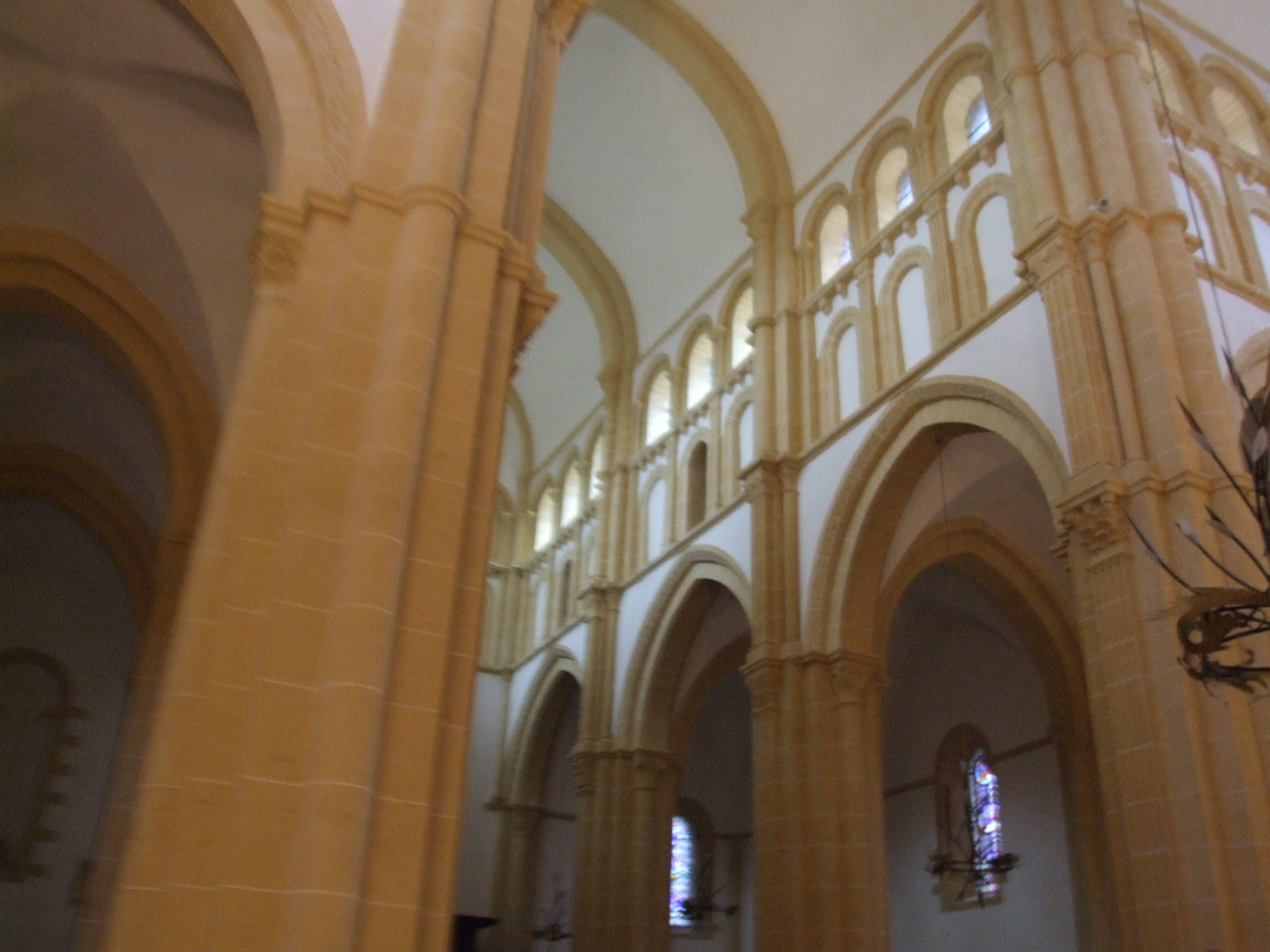
La navata

La pianta presenta un impianto a tre navate piuttosto corte, incrociate ad un transetto ad una sola navata. Il coro è costituito da un'abside semicircolare a deambulatorio con tre cappelle radiali..
La navata centrale ed il transetto sono coperti con volta a botte a sesto acuto e presenta l'elevazione interna a vari livelli tipica dell'architettura romanica con arcate su pilastri di aspetto pre-gotico, tribuna cieca e claristorio con piccole finestrature).
I capitelli sono decorati generalmente con motivi vegetali (foglie di acanto) ma alcuni presentano figurazioni, generalmente di animali.
L'esterno dell'edificio si presenta molto sobrio, con possenti murature. Tra le scarse decorazioni risalta il portale del braccio sinistro del transetto, decorato con motivi floreali e geometrici
La crociera è sormontata da un'alta torre e la facciata è stretta tra due altre torri più piccole.
Il complesso edilizio comprende altri edifici tra cui un chiostro ricostruito nel XVIII secolo.
L'intitolazione attuale è dovuta alle visioni di santa Marguerite-Marie Alacoque, nel XVII secolo e poco distante dalla basilica si trova la Cappella dell'Apparizione che conserva le reliquie della santa.

## Voci correlate

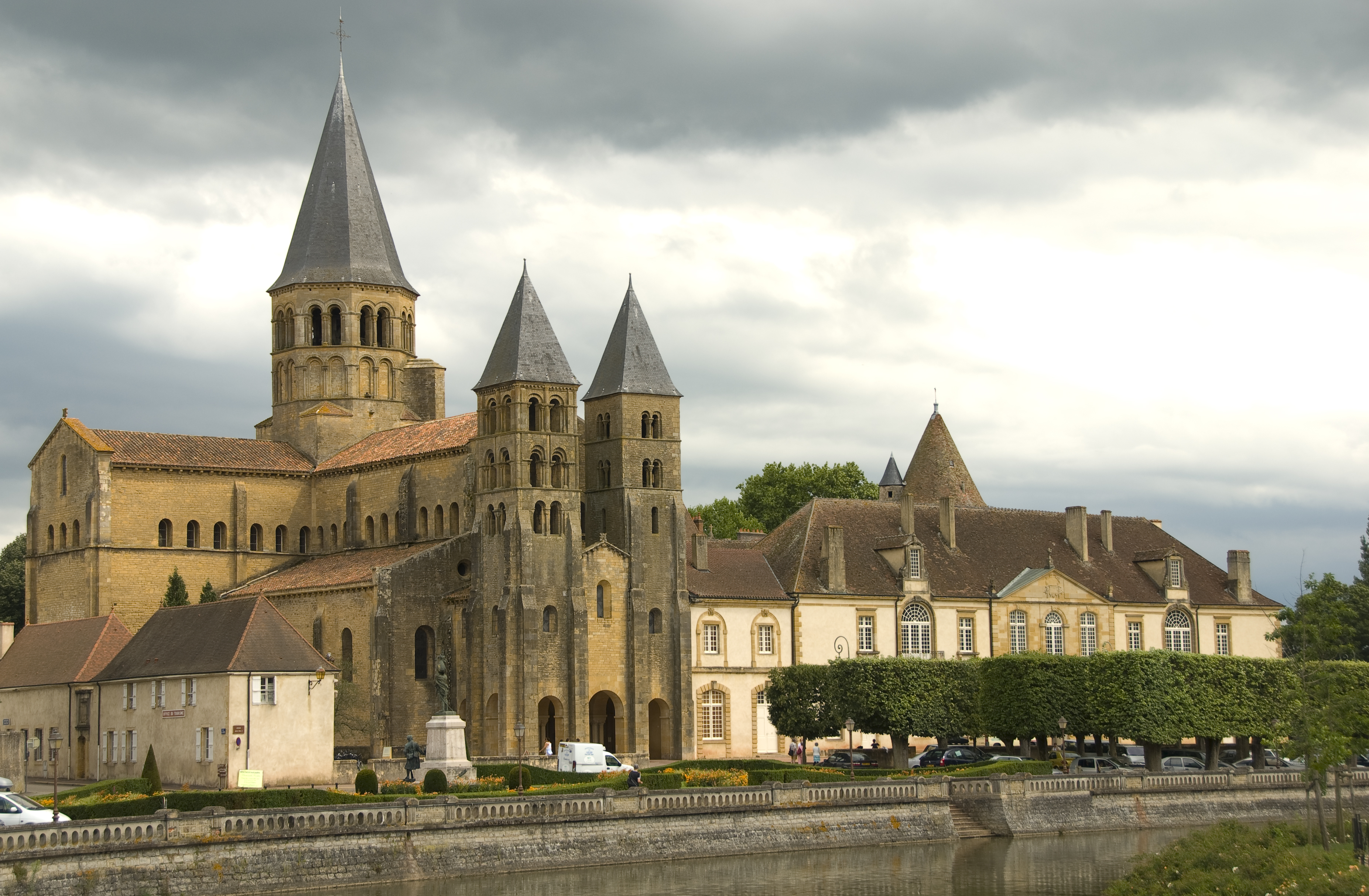
Visione d'insieme da Ovest
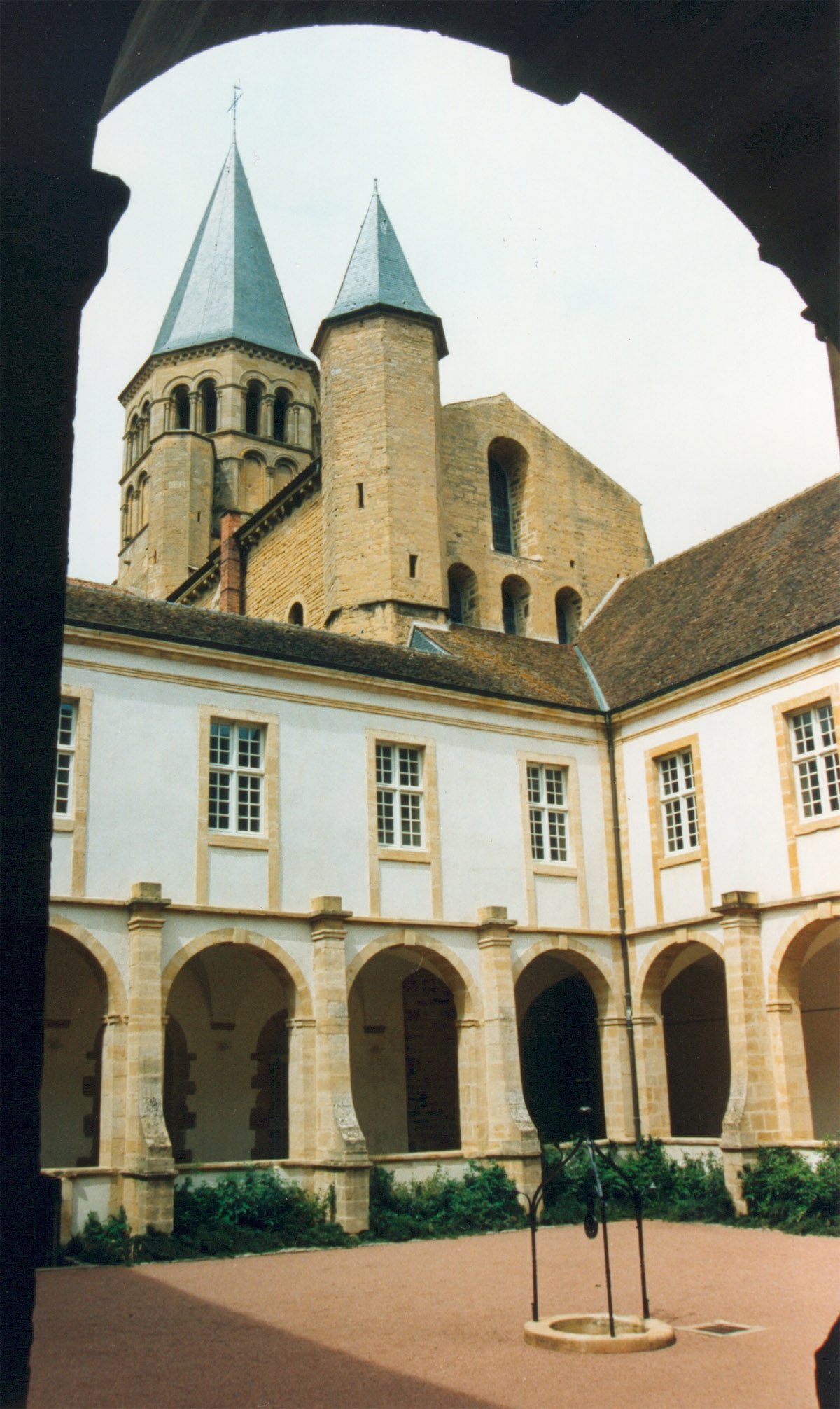
Il chiostro
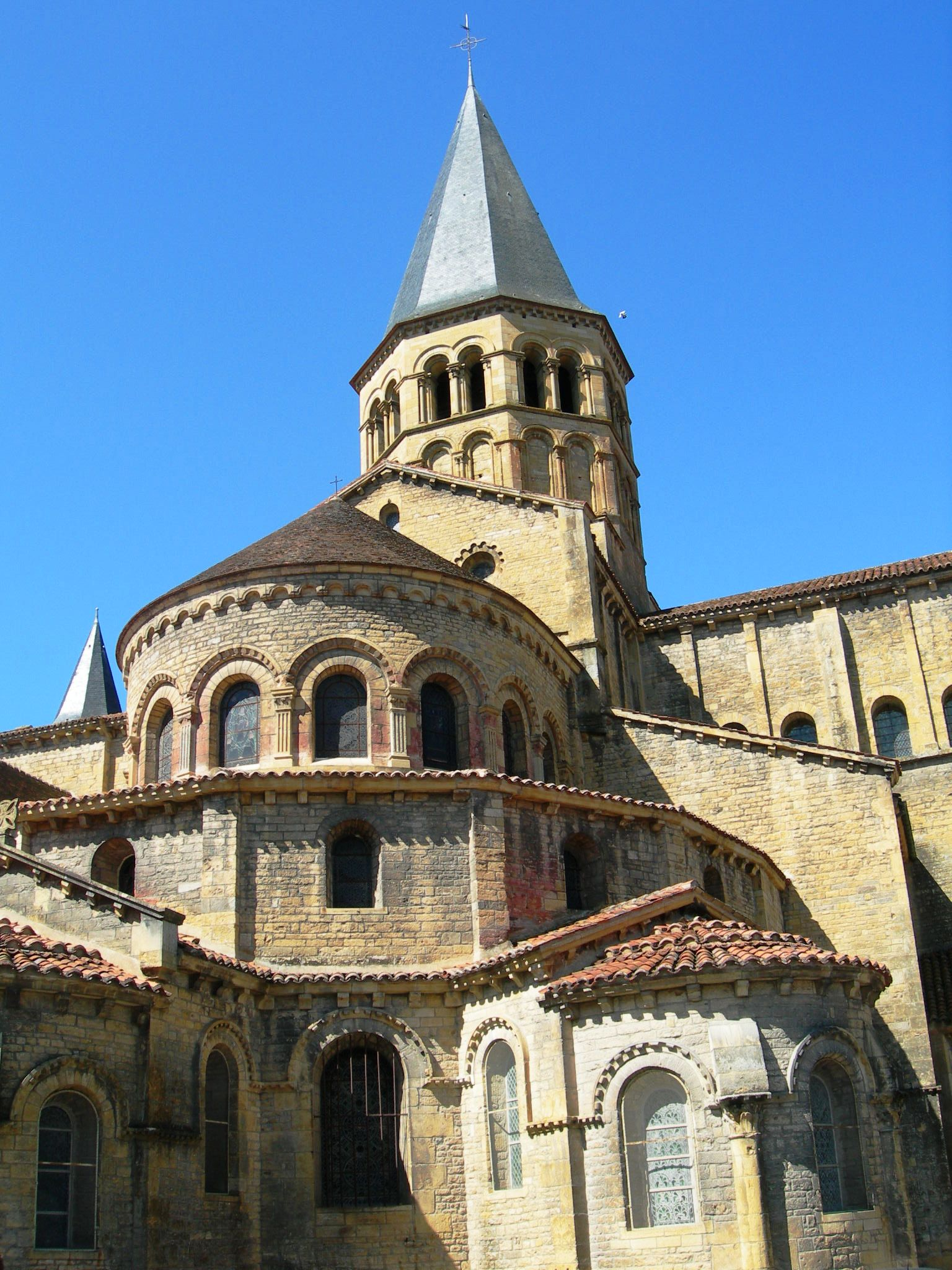
Il coro visto da Est
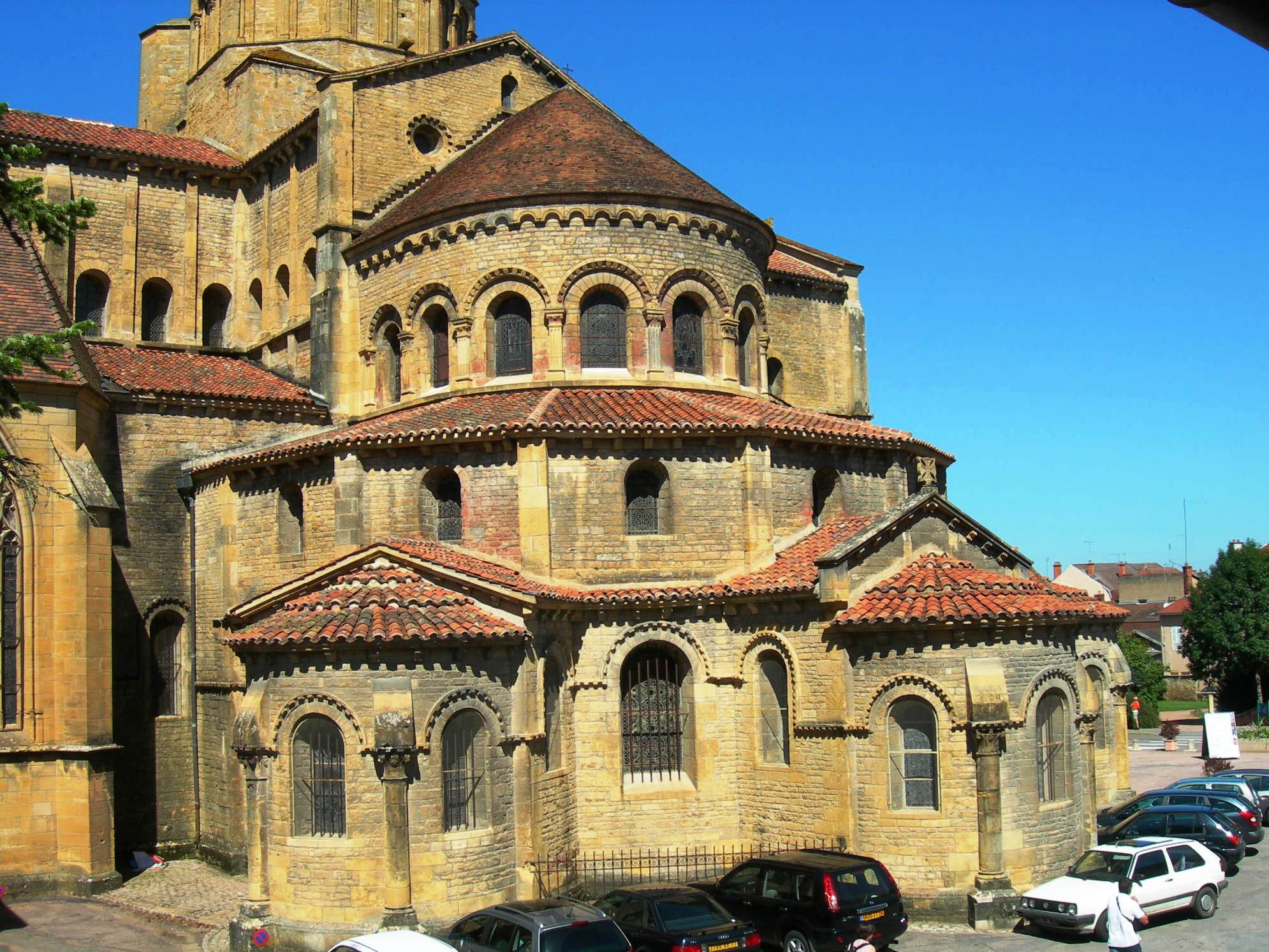
Le cappelle radianti
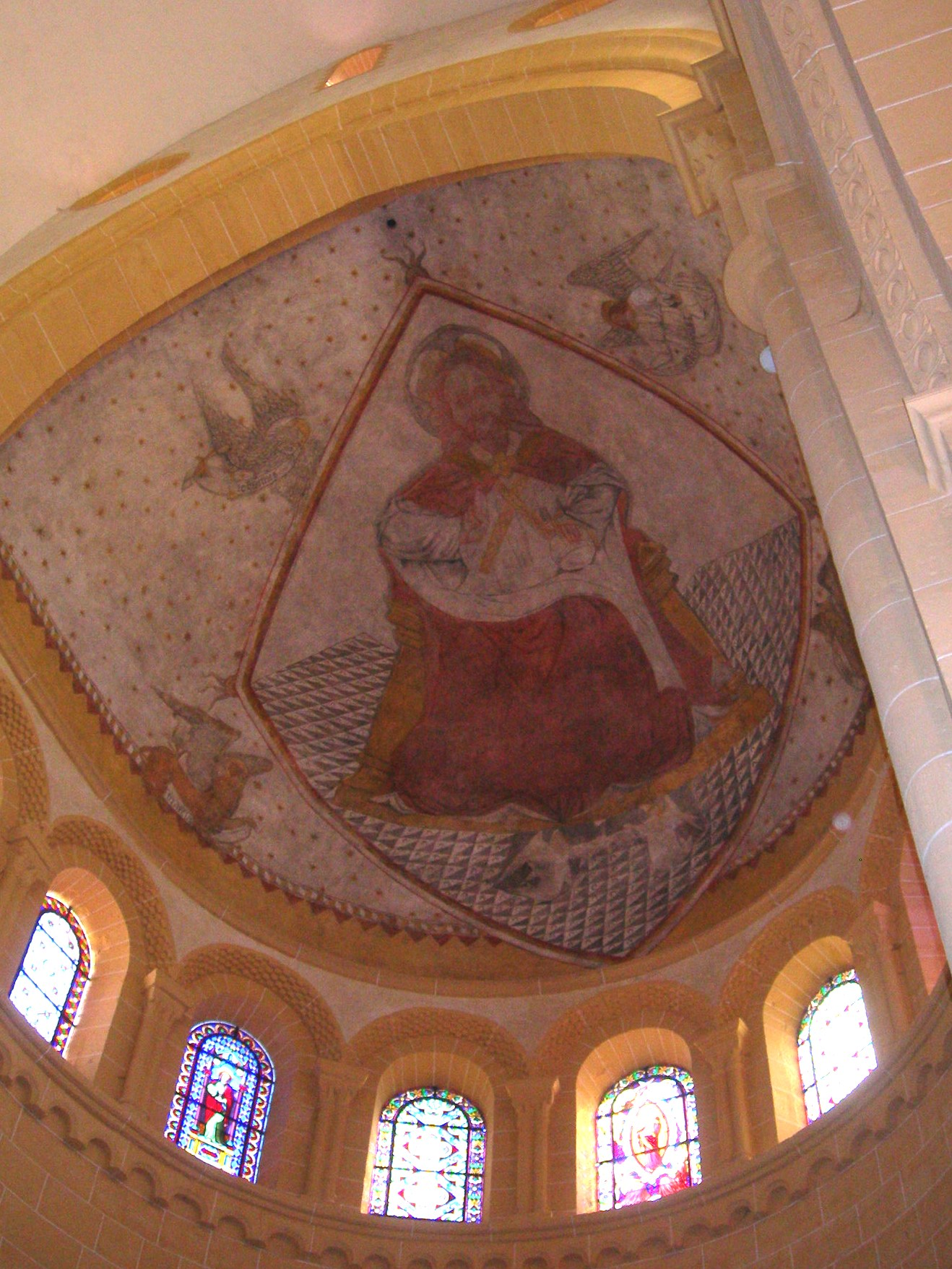
La volta del coro
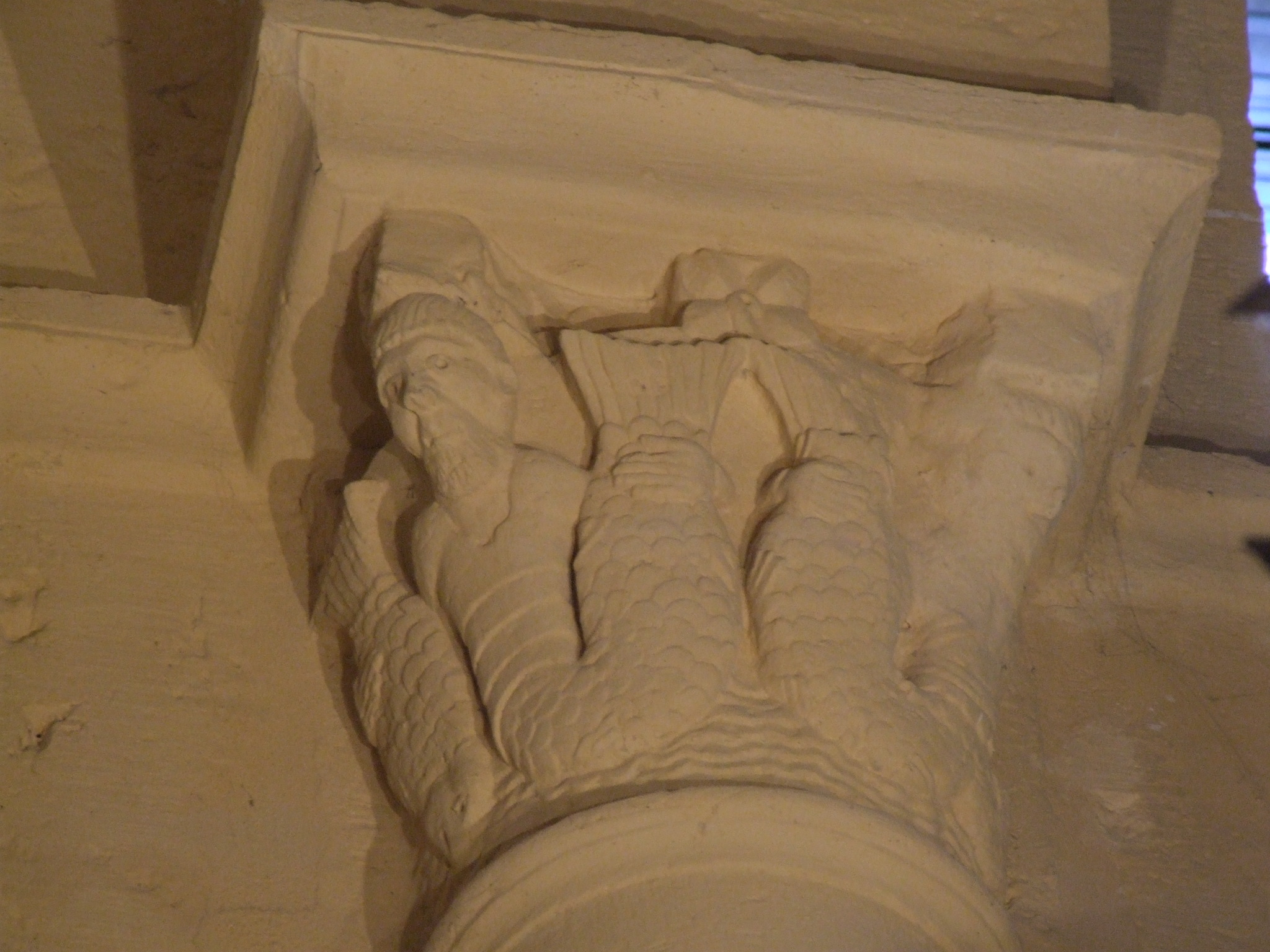
Capitello con sirene